# Dooabia
Dooabia là một chi bướm đêm thuộc họ Geometridae.

## Các loài
- Dooabia ambigua Yazaki
- Dooabia bruneiconcha Holloway, 1996
- Dooabia lunifera (Moore, 1888)
- Dooabia myopa Prout
- Dooabia owadai Yazaki
- Dooabia plana Prout, 1916
- Dooabia puncticostata Prout, 1923
- Dooabia viridata (Moore)